# Vireó de Bell
El vireó de Bell (Vireo bellii) és un ocell de la família dels vireònids (Vireonidae).

## Hàbitat i distribució
Habita zones de matoll dens, matollar de mesquite i vegetació de ribera des de la costa meridional i interior i sud-est de Califòrnia i sud de Nevada, sud-oest de Utah, nord-oest i est d'Arizona i sud de Nou Mèxic, est de Colorado, centre de Nebraska, est de Dakota, sud-est de Minnesota i sud de Wisconsin, nord-est d'Illinois, nord-oest i centre d'Indiana i oest d'Ohio cap al sud fins al nord de Baixa Califòrnia i sud de Sonora, sud de Durango, Zacatecas i sud de Nuevo Leon i sud de Tamaulipas, sud i est de Texas, nord-est de Louisiana, sud-oest de Tennessee i oest de Kentucky.